# Johan Sundkvist

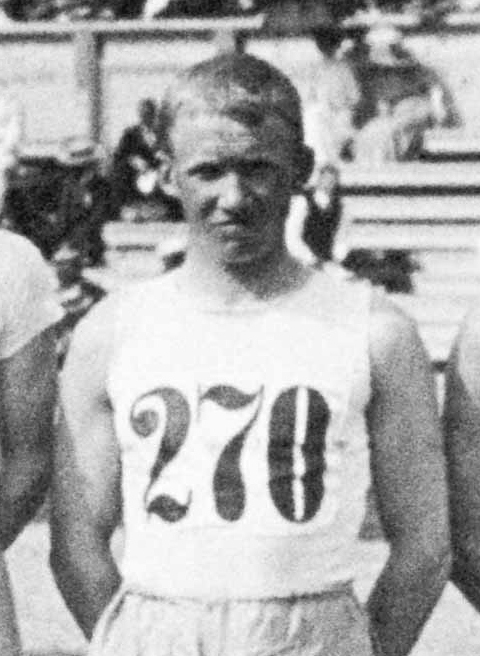
Johan Sundkvist bei den Olympischen Spielen 1912

Johan Sundkvist (Johan Adolf Sundkvist; * 22. Juni 1889 in Ockelbo; † 16. Dezember 1977 in Horndal) war ein schwedischer Langstreckenläufer.
Bei den Olympischen Spielen 1912 in Stockholm wurde er Zehnter im Crosslauf.